# Fritz Katzmann
Pour les articles homonymes, voir Katzmann.
Fritz Katzmann ou Friedrich Katzmann (né le 6 mai 1906, mort le 19 septembre 1957) était un officier nazi de la SS et de la police. Il est principalement connu pour avoir participé à divers actes de génocides en Pologne occupée, en tant que Gruppenführer dans l'unité SS-Totenkopfverbände, branche spéciale chargée de la surveillance des camps de concentration. Bien qu'il ait échappé à tout jugement, il est aujourd'hui reconnu qu'il a organisé l’extermination de 55 000  à   65 000 juifs à Lviv (Galicie), entre 1941 et 1943.
L'un des rapports écrits de sa main, qui résume les détails de l'Opération Reinhard, est à présent considéré comme l'un des éléments de preuve les plus importants appuyant le fonctionnement et l'organisation de la Solution Finale.

## Biographie
Friedrich "Fritz" Katzmann naît le 6 mai 1906 dans le quartier de Langendreer, à Bochum, dans la Province de Westphalie. Fils de mineur, il grandit dans une famille modeste, mais parvient cependant à fréquenter la Volksschule, équivalent de l'école primaire au sein du Reich allemand, avant de compléter son éducation par un apprentissage en menuiserie.
Une fois cet apprentissage terminé, Katzmann exerce la profession de menuisier durant plusieurs années. En 1927, attiré comme beaucoup de jeunes par les revendications de la Sturmabteilung et d'Hitler, il intègre la SA. En septembre 1928, il décide également de rejoindre le NSDAP, dans lequel il entrera sous le numéro d'adhérent 98 528. Dès l'année 1930, après avoir quitté la SA en juillet, il parvient à gagner les rangs de la Schutzstaffel durant le mois de septembre.
Il parvient rapidement à gravir les échelons de l'organisation : en décembre 1930, il est déjà promu Scharführer. Le 23 janvier 1931, il est avancé au grade de Truppführer. Celui-ci, qui sera supprimé après la Nuit des Longs couteaux, équivaut au grade d'Oberscharführer. En août 1930, il est cette-fois Sturmführer, avant d'être nommé Hauptsturmführer en décembre 1932 et enfin Sturmbannführer le 20 avril 1933.
Parallèlement, en 1928, Katzmann perd son emploi. Malgré son engagement au sein de la SS, il restera au chômage jusqu'en 1933. En avril de la même année, et jusqu'en 1934, il sera notamment conseiller municipal de la ville de Duisburg, dans sa région natale de Westphalie.
Il participe d'ailleurs aux élections législatives de novembre 1933, portant le numéro 643, mais ne parvient pas à remporter de siège.
À partir de l'année 1934, il commence à s'investir à plein temps dans son engagement parmi la SS. Grâce à ses efforts, il obtient le grade d'Obersturmbannführer le 30 janvier, tandis que de premières responsabilités lui sont confiées : du 4 avril 1934 au 21 mars 1938, il commande notamment le 75e régiment SS "Widukind", stationné à Berlin. Le 17 août 1934, Katzmann est nommé Standartenführer. Il devient également membre du conseil de la ville de Berlin à partir du mois d'août 1936, mandat qu'il conservera jusqu'en août 1942. En même temps, il est assesseur au Volksgerichtshof, tribunal politique traitant les affaires de haute trahison portant atteinte à la sûreté de l'État, créé par Hitler lui-même après l'incendie du Reichstag.
Le 21 mars 1938, il est nommé commandant de la section SS VI à Wroclaw, la ville étant encore sous possession allemande depuis 1871. Le 9 novembre 1938, il est promu Oberführer, grade élevé dont l'équivalent se situe entre celui de colonel et de général de brigade dans l'armée régulière.

## Deuxième Guerre mondiale
Au commencement du conflit, il est, de novembre 1939 à juillet 1941, SS und Polizeiführer (chef de la police et des SS) du district de Radom, en Pologne occupée. Le 21 juin 1941, il est nommé Brigadeführer (soit général de brigade). Après cette nomination, il est SS und Polizeiführer  du district de Galicie, et stationné dans la ville de Lviv. Le 26 septembre 1941, il est promu Generalmajor de la police puis Gruppenführer, grade équivalent à celui de général de division, toujours dans la SS, et Generalleutnant de la police.
Durant sa rapide ascension à la tête des forces SS de Galicie, Katzmann joue un rôle majeur dans l'organisation et l'exécution du génocide des juifs et des populations polonaises, qui comptent parmi les plus touchées par la brutale répression des nazis en territoires occupés. Grâce à l'appui de ses subordonnés et de la police de sûreté (Sicherheitspolizei), Katzmann parvient à orchestrer l'extermination d'une large majorité des juifs de Galicie.

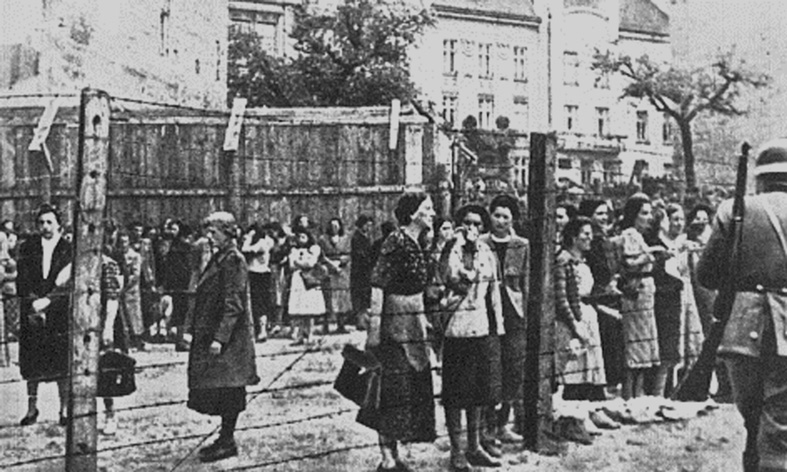
Le ghetto de Lvov, durant le printemps 1942

Fritz Katzmann est notamment connu pour sa rédaction, en juin 1943, d'un rapport très précis détaillant les responsabilités qui lui ont été confiées concernant la question juive, les activités qu'il met en place dès sa nomination dans la région (telles que les multiples rafles organisées dans le ghetto de Lviv à destination des camps de Bełżec et de Janowska). Katzmann y recense scrupuleusement les chiffres des déportations, tout en démontrant l'efficacité du système : il y déclare notamment que la Galicie est désormais "libre de tout juif". Ce rapport, qui lui est demandé par le Höhere SS- und Polizeiführer (le "chef supérieur de la SS et de la Police") du Gouvernement général de Pologne Friedrich-Wilhelm Krüger, est aujourd'hui considéré comme une preuve importante de la réalité du génocide et de l'implication de l'ensemble de l'appareil militaire du Reich dans sa mise en œuvre.

« Dans l'intervalle, une relocalisation supplémentaire a été opérée avec vigueur, de sorte qu'à partir du 23 juin 1943, la présence des juifs dans les ghettos pourra être résolue. Le district de Galicie est ainsi, avec les juifs déportés sous le contrôle de la SS et de la police, débarrassé de tous ses juifs ("Judenfrei", littéralement "libre de tout juif"). Les juifs sporadiquement appréhendés sont "nettoyés" ("Sonderbehandelt", euphémisme utilisé pour désigner l'action de tuer dans les rapports secrets) par l'Ordnungspolizei et la Gendarmerieposten. »

— Friedrich Katzmann, Rapport Katzmann
Katzmann organise entre autres le transport des déportés du ghetto de Lviv vers le camp de Bełżec dès le début des rafles. Entre le 10 et le 31 août 1942, entre 40 000  et   50 000 juifs sont rassemblés, expédiés au camp de transit de Janowska puis déportés à Bełżec. Dans le ghetto, seuls 65 000 juifs subsistent, privés de chauffage, tandis que l'hiver approche.
Du 5 au 7 janvier 1943, ce sont  15 000  à   20 000 juifs qui sont cette fois massacrés à l'extérieur de la ville, toujours avec le soutien actif de Katzmann et de ses troupes de police.
En avril 1943, il est transféré à Gdansk, où il est chargé d'organiser l'installation des chambres à gaz et des fours crématoires au camp de concentration de Stutthof. Pour ce faire, il emploie de nombreux auxiliaires ukrainiens.
En juillet 1944, devant l'avancée fulgurante des troupes Alliées, Katzmann est cette fois chargé de la liquidation définitive du camp de Stutthof. Jusqu'alors, les prisonniers du camp fournissaient un effort important dans la production de l'armement allemande, grâce à la présence d'un atelier Focke-Wulf à proximité.
À la capitulation, le 8 mai 1945, Katzmann disparaît, non sans avoir accompli l'entière liquidation du camp de Stutthof.

## Après-guerre
Après sa fuite, Katzmann a vécu dans la ville de Darmstadt, située dans la région de Hesse, sous une fausse identité, dans l'espoir d'échapper à la justice. En prenant le nom de Bruno Albrecht, il parvient à se soustraire des tribunaux Alliés et laisse derrière lui une femme et cinq enfants, qu'il ne reverra plus jamais. Il révèle son identité à un prêtre à l'hôpital, durant ses derniers instants, avant de mourir le 19 septembre 1957.